# 愛媛県道191号松山市停車場線

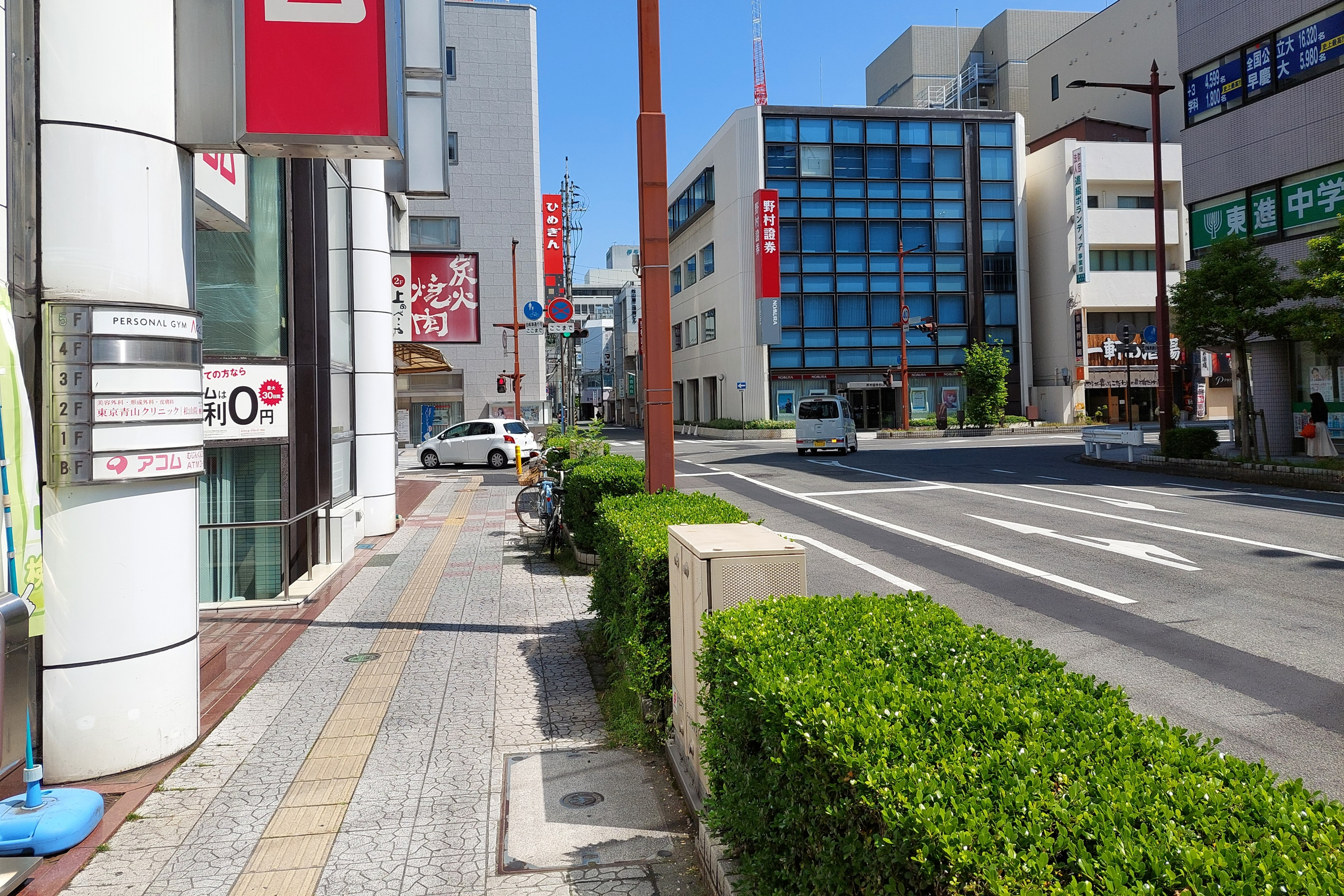
県道191号

愛媛県道191号松山市停車場線（えひめけんどう191ごう まつやましていしゃじょうせん）は、愛媛県松山市を通る一般県道である。松山市の中心部を通る短い路線で、道路上には県道の標識は設置されていない。

## 概要

### 路線データ
- 総延長：0.1 km
- 起点：松山市末広町
- 終点：松山市湊町4丁目

## 歴史
- 1920年（大正9年）4月1日 - 愛媛県告示第170号により、松山停車場線として県道に認定される[1]。
- 1958年（昭和33年）6月27日 - 愛媛県告示第566号により、現路線名である松山市停車場線として県道に認定される（整理番号84番）[2]。
- 1972年（昭和47年）3月16日 - 愛媛県が愛媛県道191号松山市停車場線として認定。

## 地理

### 通過する自治体
- 松山市

### 主要道路と交差しない理由
本路線が他の国道や県道と交差しない理由は、かつて国道33号と千舟町5丁目交差点にて交差していた（以前の国道33号は、松山市天山にある天山交差点より北進（立花通り）し、大街道交差点にて西折（千舟町通り）、千舟町5丁目交差点より北進し、終点である松山市役所前までの道路が路線指定されていた）。しかし国道33号が現路線に指定変更されたため、本路線はどの国道や県道とも交差しない単独路線となった。

### 沿線
- いよてつ髙島屋
- 松山中央商店街
  - 松山銀天街
  - 松山市駅前地下街（まつちかタウン）
- 伊予鉄道 松山市駅
  - 郊外線
    - 郡中線
    - 高浜線
    - 横河原線

  - 松山市内線（路面電車）
    - 城北線
    - 城南線
    - 大手町線
    - 本町線
    - 花園線